# Silene coeli-rosa
Silene coeli-rosa là loài thực vật có hoa thuộc họ Cẩm chướng. Loài này được (L.) Godr. miêu tả khoa học đầu tiên năm 1847.